# 古東スラヴ語
古東スラヴ語（こひがしスラヴご、英語: Old East Slavic, OES、古代ロシア語、古ルーシ語などとも）は、6世紀から15世紀にかけて、キエフ・ルーシとその後継諸国の東スラヴ人によって使用された言語。
かつて現在の東ヨーロッパのウクライナ、ベラルーシ、ロシアやポーランドの県の一部で話されており、今日のウクライナ語、ベラルーシ語、ロシア語などに発展したとされる（否定説もある）。古いロシア文学のモニュメントのほとんどは、古東スラヴ語で書かれている。

## 呼称
この言語はすべての東スラヴ人にとって各々の国の歴史の一部であることから、以下のように称されることもある。
- 古ウクライナ語（英語: Old Ukrainian Language, OU、ウクライナ語: давньоукраїнська мова）
- 古キエフ語（英語: Old Kyivan Language, OK、ウクライナ語: давньокиївська мова）
- 古ベラルーシ語（英語: Old Belarusian Language, OB、ベラルーシ語: старажытнабеларуская мова）
- 古ルーシ語（英語: Old Rus’ian language, Old Ruthenian language, OR、ベラルーシ語: старажытнаруская мова、ウクライナ語: давньоруська мова）[5]
- 古ロシア語、古期ロシア語[6]、（英語: Old Russian, OR、ロシア語: древнерусский）

なお、それぞれの訳語の「古」については、「古期」「古代」とも訳すこともある。

## 概説
古東スラヴ語は、スラヴ祖語から発展しその特徴を多く引き継いでいる。この言語の進化において特筆すべき現象は、いわゆる充音又は母音重複（pleophony、Полногласие ポルノグラーシエ：古代スラヴ語の-ра-, -ла-, -ре-, -ле-の形に対して東スラヴ諸語において-оро-, -оло-, -ере-, -ело-となった現象 ）とよばれ、他のスラヴ語群にはない東スラヴ諸語の特徴である。充音の例として、スラヴ祖語の*gordъ（街、居住地）は古東スラヴ語ではgorodъに、スラヴ祖語の*melko（牛乳、milk）は古東スラヴ語ではmoloko、スラヴ祖語の*korva（牛、cow）は古東スラヴ語ではkorovaとなる。
現存する文書記録がわずかであることから、言語としてどの程度まで統一されていたのかを判断するのは難しいが、キエフ・ルーシを構成していた部族・氏族の数を考慮した場合、古東スラヴ語にはおそらく多数の方言が存在していたものと考えられる。そのため、今日の説は現存している記録だけをもとにした断定的な意見の可能性があり、またこうした記録は、解釈の仕方は複数あるものの、歴史的記録が始まった時点で既に地域的な分化を示している。
時がたつにつれて、分化はさらに進み、現代のウクライナ語、ベラルーシ語、ルシン語、ロシア語などの祖先となっていったという説が最もよく知られている。ただし、これらの言語の分岐時期については諸説あり、スラヴ基語から直接的に分岐し6世紀には別言語になっていたというシェヴェリョフの説、キエフ・ルーシの成立した9世紀には分岐していたというストルミンスキーの説などがある。ロシアとウクライナ、ベラルーシはもともとひとつであったと主張したソ連では、ルーシの地が分裂した13世紀から14世紀以降に言語も分離していき、元来は同一の言語であったとする説が主流であった。いずれにせよ、これらの言語はそれぞれ古東スラヴ語の文法と語彙を多く受け継いでいる。
タタールのくびきを脱し、以前のキエフ・ルーシの領土がリトアニア大公国とモスクワ大公国に二分され、それぞれの国で、南および南西部のルーシ語および北部・北東部の中期ロシア語という別々の文語として発展した。

## 特徴
- 西スラヴ諸語と南スラヴ諸語と異なり、母音重複が見られる。例えば、
西スラブ語：/mleko/ 東スラブ語：/moloko/ （牛乳）
教会スラブ語：/Vladimir/ 東スラブ語：/Volodymir/ (ウラジミル）
南スラブ語：/grad/ 東スラブ語：/gorod/ (都市）
- アクセントのない о は、ウクライナ語のように[о]と読む。ベラルーシ語とロシア語のように[а]と読まない。例えば、
東スラブ語：/koróva/ [korova]（牛)
ウクライナ語：/koróva/ [korova]（牛）
ロシア語：/koróva/ [karova]（牛）；ただし、ロシア語の北方方言にはウクライナ語と同様な発音が見られる。
- г・к・хは、常に硬音であり、口蓋化しない。例えば、
東スラブ語：/кыъвъ/か/кыѢвъ/　[kɨjevъ]か[kɪjivъ]（キエフ）
- фは、ギリシア系の外来語に文語しか用いられず、/hw/, /h/, /p/として発音する。
ΕφραίμはОхрѣмъか Ехрѣмъ
ΦιλίπποςはПилипъ

### 地域の特徴
古東スラヴ語には、キエフ・チェルニーヒウを中心とした南方諸語と、ウラジーミル・ノヴゴロドを中心とした北方諸語が区別される。前者はウクライナ語・ベラルーシ語に、後者はロシア語に受け継がれていった。
- г：南方では有声軟口蓋摩擦音[ɣ]か 有声声門摩擦音[ɦ]と読み、北方は有声軟口蓋破裂音[g]と読む。
南方の東スラブ語：/город/  [ɣorod]・[ɦorod]　(都市）
北方の東スラブ語：/город/  [gorod]　(都市）
- цとч：南方では無声歯茎破擦音[t͡s]と無声後部歯茎破擦音[ʧ]として区別されるが、北方では両音が混合される。
- и と ы：南方ではыとして読まれる傾向が見られ、北方には区別される。
- ѣ：本来は[ě] 、[æ:]、または[ie:]であるが[8]、南方では非円唇前舌狭母音[i]に近く、北方では非円唇前舌半狭母音[e]に近く発音された。後に消え、ウクライナ語では[i]と、ロシア語では[e]となった。

## キエフ・ルーシ期の文語

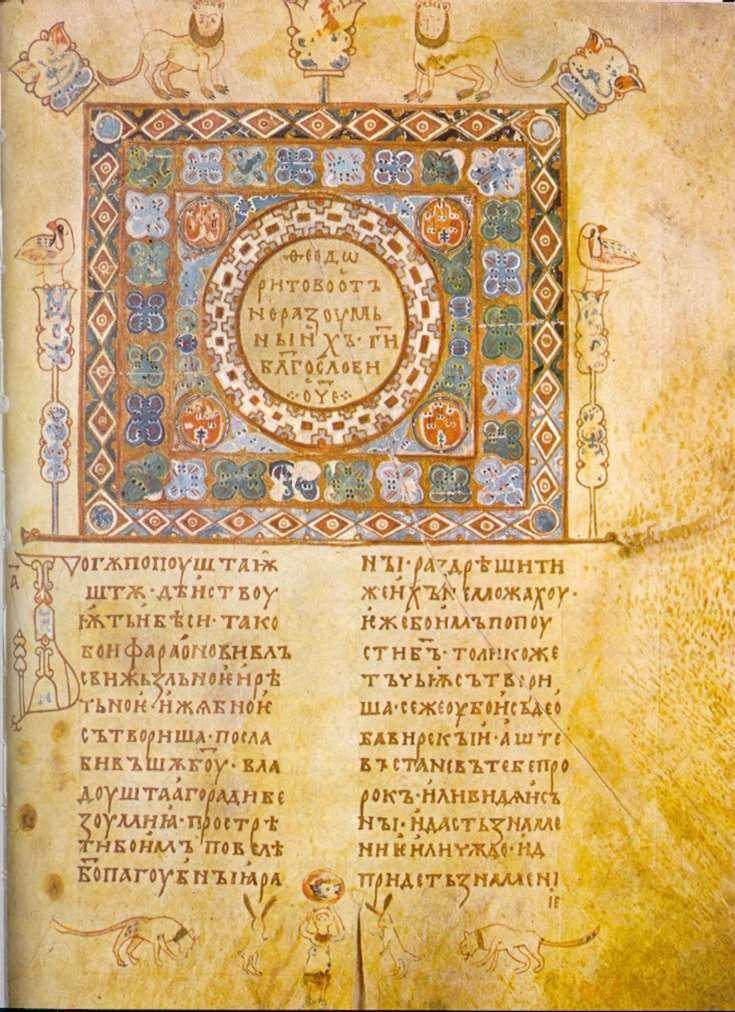
スヴャトスラフの選書(1073年)。

現在のベラルーシ、ロシア、ウクライナといった地域が当時ルーシと呼ばれる国に統一されてからおよそ100年後の988年、ルーシはキリスト教を国教として導入し、南スラヴでは典礼語および文語として古代教会スラヴ語が使用されることとなった。この古代教会スラヴ語（第一次ブルガリア帝国のプレスラフ・アカデミーで使用されていたため、古代ブルガリア語ともいう）は、ブルガリア帝国経由でルーシの地にもたらされたが、この時期に文書化された東スラヴ語の量はわずかであり、文字として使用された言語と実際に話された言語の関係について完全に確定させることは困難である。
アラブや東ローマの文献に、キリスト教化以前のスラヴ人が何らかの形で文語を使用していたとの言及もある。いくつかの示唆的な考古学的証拠もあるが、実際のところキリスト教化以前に使用されていた文語体については不明である。
ノヴゴロドにおいて聖書の翻訳などのためグラゴル文字が導入されたものの、間もなくキリル文字に取って代わられた。ノヴゴロドで発掘された、カバノキの皮に記された資料（白樺文書）は、教会スラヴ語の影響がほとんどない北西部ロシアで10世紀に使用された言語（古ノヴゴロド方言）を示す重要な資料である。この時期、ギリシャ語からの借用語・借用語句が使われはじめたことも知られており、同時に東スラヴ諸語への発展の兆しも見ることができる。

### 原初年代記
1110年頃に書かれた原初年代記の冒頭部分を以下に引用する。（ 1377年ラヴレンチー写本より）
Се повѣсти времѧньных лѣт ‧ ѿкꙋдꙋ єсть пошла рꙋскаꙗ земѧ ‧ кто въ києвѣ нача первѣє кнѧжит ‧ и ѿкꙋдꙋ рꙋскаꙗ землѧ стала єсть.
これはルーシの国がどこから始まったか、誰がキエフにおいて最初に君臨し始めたか、しかしてルーシの国がいかにしてつくられたか、という過ぎし歳月の物語である。

### イーゴリ遠征物語
1200年ごろに書かれたイーゴリ遠征物語（Слово о пълкꙋ Игоревѣ）の冒頭部分。（14世紀プスコフ写本から）
Не лѣпо ли ны бяшетъ братые, начати старыми словесы трꙋдныхъ повѣстій о полкꙋ Игоревѣ, Игоря Святъ славича? Начатижеся тъ пѣсни по былинамъ сего времени, а не по замышленію Бояню. Боянъ бо вѣщій, аще комꙋ хотяше пѣснѣ творити, то растекашется мысію по древꙋ, сѣрымъ волкомъ по земли, шизымъ орломъ подъ облакы.
兄弟たちよ、スビャトスラフの子イーゴリの遠征の悲しい物語は、昔のことばで始めるのがふさわしくないだろうか。この歌は、ボヤンの思いつきによってではなく、いまの時代のやりかたで始められなければならない。ことばの魔術師ボヤンは、だれかに歌を作ろうとすると、考えが木を伝わってひろがる。地上では灰色のおおかみのように、雲のもとでは褐色のわしのように。

## 古東スラヴの文学
古東スラヴ語はいくつかの文学を独自に発展させた。しかし、その多くは文体と語彙の面で教会スラヴ語の影響を受けている。現存する代表的な作品としては、ルーシ法典、聖人伝と説教の集成、イーゴリ遠征物語、そして最も初期の資料である原初年代記のラヴレンチー写本（1377年）などがある。
ロシア内戦中に発見され第二次世界大戦中に失われたとされるヴェレスの書は、偽書でなければ、キリスト教化前の唯一の東スラヴの文字資料となっていた。発見時の説明とその後の経緯（写真が現存するとの説もある）のため、その信憑性を疑う言語学者がほとんどである。最初期の古東スラヴ語の資料は、キエフの府主教イラリオンの律法と恩寵についての講話とされている。この講話には、東スラヴの英雄譚によく取り上げられるウラジーミル1世への賛辞も記載されている。

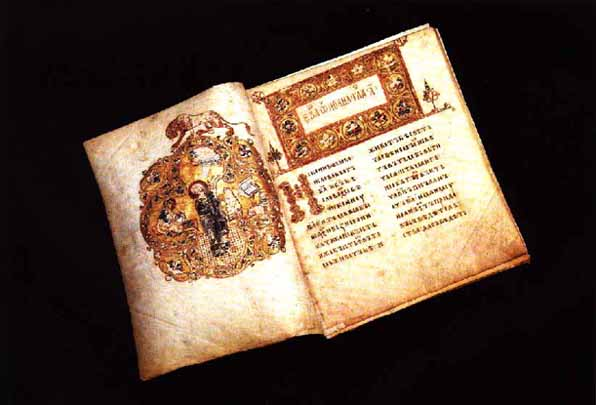
オストロミールの福音書 11世紀中ごろ

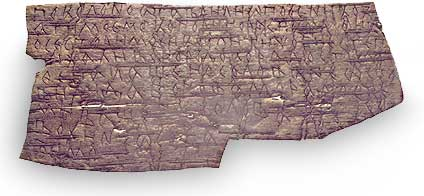
14世紀、ノヴゴロドの子供たちが交わした樺皮写本

11世紀の著述家としてはキエフ・ペチェールシク大修道院の修道僧フェオドーシイと、ノヴゴロドの主教ルカ・ジジャータがいる。テオドシオスの著作からは当時依然として異教信仰が盛んであったことが窺い知れる。ジジャータは同時代の著作家達よりもよりその土地の言葉に近い文体を使用し、大仰な東ローマ式の著述を控えた。
また、初期東スラヴの文字資料として、多くの聖人伝、主教伝が存在する。例として、11世紀後期の「ボリスとグレブ伝」などがある。
年代記者ネストルによる原初年代記の他に、15世紀に編纂されたノヴゴロド第一年代記、キエフ年代記、ヴォルイニ年代記をはじめとした多くの年代記が存在する。

## 著名な文書
- ブィリーナ - 口承叙事詩
- 原初年代記
- イーゴリ遠征物語 - 古東スラヴ語による最も傑出した作品。
- ルーシ法典 - ルスカヤ・プラヴダ[13]ともいう。11世紀ごろ、ヤロスラフ賢公によって編纂された法典集。
- 囚人ダニールの請願
- 三つの海の彼方への旅行 - 中期ロシア語の代表的資料。